# Cueca (dança)

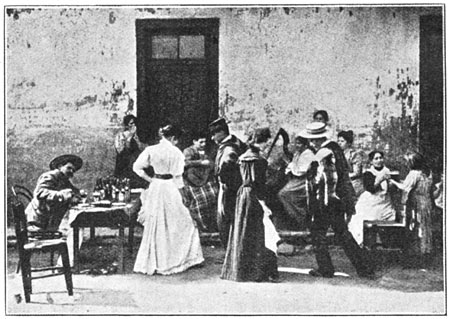
Pessoas dançando cueca em 1906

A Cueca é um conjunto de estilos musicais e danças a estes associadas típica da Argentina, Chile e Bolívia. No Chile é considerada a dança nacional, assim oficialmente designada a 18 de setembro de 1979. Seu estilo é derivado da zamacueca peruana. A dança representa a conquista e o desejo amoroso de uma mulher por um homem, e está presente no oeste da américa do sul desde a Bolívia até a Argentina e a Colômbia, tendo suas variações de acordo com a região e a época.
A cueca chilena pode ser distinguida em:
- Cueca nortina: A principal diferença é que a música não é cantada, somente  instrumentada.
- Cueca chilota: Os passos são mais curtos e a voz do cantor tem mais importância sobre os instrumentos.
- Cueca centrina: Da região central o huasa de Chile, é o estilo mais conhecido.